# Lucélia
Lucélia là một đô thị ở bang São Paulo của Brasil. Đô thị này nằm ở vĩ độ 21º43'13" độ vĩ nam và kinh độ 51º01'08" độ vĩ tây, trên khu vực có độ cao 438 m. Dân số năm 2004 ước tính là 18.569 người. 

## Thông tin nhân khẩu
Dữ liệu dân số theo điều tra dân số năm 2000
Tổng dân số: 18.316
- Dân số thành thị: 15.698
- Dân số nông thôn: 2.618
- Nam giới: 9.472
- Nữ giới: 8.844
- Mật độ dân số (người/km²): 58,24
- Tỷ lệ tử vong trẻ sơ sinh dưới 1 tuổi (trên một triệu người): 16,25
- Tuổi thọ bình quân (tuổi): 71,01
- Tỷ lệ sinh (số trẻ trên mỗi bà mẹ): 1,98
- Tỷ lệ biết đọc biết viết: 88,58%

Chỉ số phát triển con người (HDI-M): 0,782
- Chỉ số phát triển con người - Thu nhập: 0,701
- Chỉ số phát triển con người - Tuổi thọ: 0,767
- Chỉ số phát triển con người - Giáo dục: 0,878

(Nguồn: IPEADATA)

### Sông ngòi
- Ribeirão do Pavão

### Các xa lộ
- SP-294